# NS1209
NS1209 (2-[({(3Z)-5-[4-(dimethylsulfamoyl)phenyl]-8-methyl-2-oxo-1,2,6,7,8,9-hexahydro-3H-pyrrolo[3,2-h]isoquinolin-3-ylidene}amino)oxy]-4-hydroxybutanoic acid) — водорозчинний антагоніст АМРА-рецептору. Виявляє антиепілептичні та знеболюючі властивості.